# Anisotremus interruptus
Anisotremus interruptus е вид лъчеперка от семейство Haemulidae. Видът е незастрашен от изчезване.

## Разпространение и местообитание
Разпространен е в Гватемала, Еквадор, Колумбия, Коста Рика, Мексико, Никарагуа, Панама, Перу, Салвадор, Хондурас и Чили.
Среща се на дълбочина от 0,3 до 12 m, при температура на водата от 20,6 до 27,7 °C и соленост 32,9 – 35,3 ‰.

## Описание
На дължина достигат до 51 cm, а теглото им е максимум 3570 g.